# آبي هارون
آبي هارون هو عازف ساكسفون كندي، ولد في 27 يناير 1910 في تورونتو في كندا، وتوفي في 31 يناير 1970.

## وصلات خارجية
- آبي هارون على موقع ميوزك برينز (الإنجليزية)
- آبي هارون على موقع أول ميوزيك (الإنجليزية)
- آبي هارون على موقع ديسكوغز (الإنجليزية)